# Вослебово (Успенское сельское поселение)
Вослебово — поселок железнодорожной станции в Скопинском районе Рязанской области. Входит в Успенское сельское поселение.

## География
Находится в западной части Рязанской области на расстоянии приблизительно 6 км на северо-запад по прямой от железнодорожного вокзала в городе Скопин.

## История
Строительство станции Вослебово относится к 1911 году, когда была построена железнодорожная линия Ряжск-Павелец. Название дано по близлежащему селу.

## Население
Численность населения: 48 человек в 2002 году (русские 100 %), 31 в 2010.